# Fosca (opera)
Fosca  is een opera in vier bedrijven van de Braziliaanse componist Antônio Carlos Gomes op een libretto van Antonio Ghislanzoni, en is gebaseerd op de roman La Feste delle Marie van Luigi Capranica. De wereldpremière vond plaats op 16 februari 1873 in het Teatro alla Scala te Milaan.

## Inhoud
Gajolo, de piratenhoofdman, heeft de Venetiaanse edelman Paolo gevangen, en vraagt losgeld voor hem. Gajolo's zuster Fosca is verliefd geworden op Paolo, maar hij wil niets van haar weten, omdat hij verloofd is met Delia.
Cambro, een dienaar van Gajolo, is in het geheim verliefd op Fosca, en hij stemt toe haar te helpen. Paolo wordt tegen betaling van losgeld vrijgelaten, maar de piraten verstoren zijn bruiloft met Delia en nemen het paar gevangen. Gajolo wordt echter door de Venetianen gevangengenomen.
Op het pirateneiland krijgt Fosca medelijden met Delia, maar ze is vastbesloten haar broer te redden. Aangezet door Cambro zegt ze tegen Delia dat ze vergif moet innemen, anders zal ze Paolo laten executeren. Dan verschijnt Cajolo echter, die op last van de doge is vrijgelaten, en zegt dat hij Cambro heeft gedood, en dat hij Paolo en Delia vrij zal laten in ruil voor zijn eigen leven. Fosca vraagt de minnaars vergiffenis en neemt zelf het vergif in. Terwijl ze sterft zweren de piraten Venetië op de knieën te zullen brengen.